# Zakupne (Ukraina)
Zakupne (ukr. Закупне) – osiedle typu miejskiego na Ukrainie, w obwodzie chmielnickim, w rejonie kamienieckim. 1409 mieszkańców (2020), dla porównania spis powszechny w 2001 zanotował ich 1456.
Znajduje się tu stacja kolejowa Zakupne, położona na linii Jarmolińce – Husiatyn.